# Cynopanchax bukobanus
Cynopanchax bukobanus es una especie de peces de la familia de los pecílidos en el orden de los ciprinodontiformes.

## Morfología
Los machos pueden alcanzar los 5 cm de longitud total.

## Distribución geográfica
Se encuentran en África: Tanzania, Uganda, Kenia y la República Democrática del Congo.